# Staand leger
Een staand leger is een permanent leger dat ook in vredestijd in dienst wordt gehouden. Dit leger bestaat uit beroepssoldaten en eventueel dienstplichtigen. Het is te onderscheiden van de per gelegenheid gebruikte leenlegers, huurlegers en de militaire reserve.
Een staand leger is over het algemeen beter uitgerust en beter getraind dan tijdelijke legers. Ook heeft het een afschrikwekkende functie in vredestijd tegenover vijanden. Daar staat tegenover dat het hoge kosten met zich meebrengt en een gevaar kan betekenen voor de soevereiniteit van de inwoners van een land.
Een staand leger ontstaat vaak als gevolg van een professionalisering van het krijgsbedrijf. Een vroeg voorbeeld is het staande leger van Sargon van Akkad (ca. 2334-2279 v.Chr.). Ook bij het Romeins leger was sprake van een militarisering. Tijdens de Tweede Punische Oorlog (218 v.Chr. - 201 v.Chr.) brachten de Romeinen een staand leger in het veld waarbij burgers en boeren vrijgemaakt werden om voltijds als soldaat te dienen.
Het korps der Janitsaren van het Ottomaanse Rijk was een van de eerste staande legers in de Middeleeuwen. Aan het begin van de militaire revolutie werd nog veelvuldig gebruikgemaakt van leen- en huurlegers. Na verloop van tijd onderhielden echter steeds meer staten een staand leger. Tegenwoordig heeft vrijwel elke staat een staand leger.